# Nodosaroum
Nodosaroum, en ocasiones erróneamente denominado Arnodosaroum, es un género de foraminífero bentónico considerado taxon inquirendum, y en todo caso un sinónimo posterior de Nodosinella de la familia Nodosinellidae, de la superfamilia Nodosinelloidea, del suborden Fusulinina y del orden Fusulinida. Su especie tipo era Nodosaria index. Su rango cronoestratigráfico abarcaba el Pérmico.

## Clasificación
Nodosaroum incluía a las siguientes especies:
- Nodosaroum ciscoensis †
- Nodosaroum gaptankensis †
- Nodosaroum index †